# Pro Bowl 2012
Der Pro Bowl 2012 der American-Football-Liga National Football League (NFL) war der Pro Bowl der Saison 2011 und wurde am 29. Januar 2012, eine Woche vor dem Super Bowl XLVI, im Aloha Stadium auf Hawaii ausgetragen. Das Team der American Football Conference (AFC) gewann mit 59:41 gegen das Team der National Football Conference (NFC).
Das AFC Team wurde von Gary Kubiak von den Houston Texans gecoacht, während das NFC Team vom Green Bay Packers Head Coach Mike McCarthy angeführt wurde. Der Schiedsrichter des Spieles war Walt Coleman.

## AFC Kader
Die folgenden Spieler wurden ausgewählt um die AFC zu vertreten:

### Offense
| Position         | Starter                                                    | Reserven                                                     | Alternativen                                         |
| ---------------- | ---------------------------------------------------------- | ------------------------------------------------------------ | ---------------------------------------------------- |
| Quarterback      | 12 Tom Brady, New England                                  | 7 Ben Roethlisberger, Pittsburgh 17 Philip Rivers, San Diego | 14 Andy Dalton, Cincinnati                           |
| Runningback      | 27 Ray Rice, Baltimore                                     | 32 Maurice Jones-Drew, Jacksonville 23 Arian Foster, Houston | 23 Willis McGahee, Denver 24 Ryan Mathews, San Diego |
| Fullback         | 44 Vonta Leach, Baltimore                                  |                                                              |                                                      |
| Wide Receiver    | 83 Wes Welker, New England 17 Mike Wallace, Pittsburgh     | 18 A. J. Green, Cincinnati 19 Brandon Marshall, Miami        | 83 Vincent Jackson, San Diego                        |
| Tight End        | 87 Rob Gronkowski, New England                             | 85 Antonio Gates, San Diego                                  | 84 Jermaine Gresham, Cincinnati                      |
| Offensive Tackle | 73 Joe Thomas, Cleveland 77 Jake Long, Miami               | 60 D’Brickashaw Ferguson, N.Y. Jets                          | 78 Ryan Clady, Denver                                |
| Guard            | 70 Logan Mankins, New England 54 Brian Waters, New England | 73 Marshal Yanda, Baltimore                                  | 65 Brandon Moore, N.Y. Jets 66 Ben Grubbs, Baltimore |
| Center           | 53 Maurkice Pouncey, Pittsburgh                            | 74 Nick Mangold, N.Y. Jets                                   | 55 Chris Myers, Houston                              |

### Defense
| Position           | Starter                                                      | Reserven                        | Alternativen                                     |
| ------------------ | ------------------------------------------------------------ | ------------------------------- | ------------------------------------------------ |
| Defensive End      | 93 Dwight Freeney, Indianapolis 93 Andre Carter, New England | 92 Elvis Dumervil, Denver       | 94 Antonio Smith, Houston                        |
| Defensive Tackle   | 92 Haloti Ngata, Baltimore 75 Vince Wilfork, New England     | 92 Richard Seymour, Oakland     | 97 Geno Atkins, Cincinnati 96 Paul Soliai, Miami |
| Outside Linebacker | 55 Terrell Suggs, Baltimore 58 Von Miller, Denver            | 91 Tamba Hali, Kansas City      | 92 James Harrison, Pittsburgh                    |
| Inside Linebacker  | 52 Ray Lewis, Baltimore                                      | 56 Derrick Johnson, Kansas City |                                                  |
| Cornerback         | 24 Darrelle Revis, N.Y. Jets 24 Champ Bailey, Denver         | 24 Johnathan Joseph, Houston    |                                                  |
| Free Safety        | 20 Ed Reed, Baltimore                                        | 32 Eric Weddle, San Diego       | 25 Ryan Clark, Pittsburgh                        |
| Strong Safety      | 43 Troy Polamalu, Pittsburgh                                 |                                 | 20 Brian Dawkins, Denver                         |

### Special Teams
| Position       | Starter                          | Reserven | Alternativen                   |
| -------------- | -------------------------------- | -------- | ------------------------------ |
| Punter         | 9 Shane Lechler, Oakland         |          |                                |
| Kicker         | 11 Sebastian Janikowski, Oakland |          |                                |
| Kick Returner  | 84 Antonio Brown, Pittsburgh     |          |                                |
| Special Teamer | 18 Matthew Slater, New England   |          | 24 Montell Owens, Jacksonville |
| Long Snapper   | 59 Jon Condo, Oakland            |          |                                |

## NFC Kader
Die folgenden Spieler wurden ausgewählt um die NFC zu vertreten:

### Offense
| Position         | Starter                                                    | Reserven                                              | Alternativen                 |
| ---------------- | ---------------------------------------------------------- | ----------------------------------------------------- | ---------------------------- |
| Quarterback      | 12 Aaron Rodgers, Green Bay                                | 9 Drew Brees, New Orleans 10 Eli Manning, N.Y. Giants | 1 Cam Newton, Carolina       |
| Runningback      | 25 LeSean McCoy, Philadelphia                              | 22 Matt Forté, Chicago 21 Frank Gore, San Francisco   | 24 Marshawn Lynch, Seattle   |
| Fullback         | 30 John Kuhn, Green Bay                                    |                                                       | 26 Michael Robinson, Seattle |
| Wide Receiver    | 81 Calvin Johnson, Detroit 11 Larry Fitzgerald, Arizona    | 89 Steve Smith, Carolina 85 Greg Jennings, Green Bay  | 84 Roddy White, Atlanta      |
| Tight End        | 80 Jimmy Graham, New Orleans                               | 88 Tony Gonzalez, Atlanta                             |                              |
| Offensive Tackle | 71 Jason Peters, Philadelphia 74 Joe Staley, San Francisco | 74 Jermon Bushrod, New Orleans                        |                              |
| Guard            | 73 Jahri Evans, New Orleans 77 Carl Nicks, New Orleans     | 75 Davin Joseph, Tampa Bay                            |                              |
| Center           | 67 Ryan Kalil, Carolina                                    | 63 Scott Wells, Green Bay                             |                              |

### Defense
| Position           | Starter                                                       | Reserven                          | Alternativen                   |
| ------------------ | ------------------------------------------------------------- | --------------------------------- | ------------------------------ |
| Defensive End      | 69 Jared Allen, Minnesota 93 Jason Babin, Philadelphia        | 90 Jason Pierre-Paul, N.Y. Giants | 90 Julius Peppers, Chicago     |
| Defensive Tackle   | 94 Justin Smith, San Francisco 90 Jay Ratliff, Dallas         | 90 B. J. Raji, Green Bay          |                                |
| Outside Linebacker | 94 DeMarcus Ware, Dallas 52 Clay Matthews, Green Bay          | 55 Lance Briggs, Chicago          | 52 Chad Greenway, Minnesota    |
| Inside Linebacker  | 52 Patrick Willis, San Francisco                              | 54 Brian Urlacher, Chicago        | 59 London Fletcher, Washington |
| Cornerback         | 21 Charles Woodson, Green Bay 22 Carlos Rogers, San Francisco | 33 Charles Tillman, Chicago       | 39 Brandon Browner, Seattle    |
| Free Safety        | 29 Earl Thomas, Seattle                                       | 38 Dashon Goldson, San Francisco  | 31 Kam Chancellor, Seattle     |
| Strong Safety      | 24 Adrian Wilson, Arizona                                     |                                   |                                |

### Special Teams
| Position       | Starter                          | Reserven | Alternativen |
| -------------- | -------------------------------- | -------- | ------------ |
| Punter         | 4 Andy Lee, San Francisco        |          |              |
| Kicker         | 2 David Akers, San Francisco     |          |              |
| Kick Returner  | 21 Patrick Peterson, Arizona     |          |              |
| Special Teamer | 21 Corey Graham, Chicago         |          |              |
| Long Snapper   | 86 Brian Jennings, San Francisco |          |              |

Legende:
fett geschriebene Spieler haben am Pro Bowl teilgenommen

## Schiedsrichter
Hauptschiedsrichter des Spiels war Walt Coleman. Er wurde unterstützt vom Umpire Butch Hannah, Head Linesman Steve Stelljes, Line Judge Jeff Bergman, Field Judge Doug Rosenbaum, Back Judge Steve Freeman und dem Side Judge Michael Banks.